# John Crowe Ransom
John Crowe Ransom (Pulaski, 30 aprile 1888 – Gambier, 3 luglio 1974) è stato un poeta statunitense. Teorico sociale e padre fondatore del Formalismo nella critica letteraria nordamericana.

## Biografia
Ransom era il terzo dei quattro figli di John James Ransom, pastore metodista, e di Ella Crowe,, due persone di buona cultura. Da bambino, amava leggere nella biblioteca di famiglia e coinvolgeva il padre in discussioni appassionate. Nella sua vita scrisse poesie e molti libri.
Ransom venne istruito in casa fino all'età di dieci anni, ed entrò all'Università Vanderbilt di Nashville a quindici anni, risultando primo nella sua classe nel 1909. Interruppe gli studi per due anni per insegnare nelle scuole medie inferiori a Taylorsville, Mississippi e latino e greco a Lewisburg, Tennessee. 
Dopo aver insegnato un anno a Lewisburg, Ransom fu scelto per la Rhodes Scholarship. Si trasferì al College Christ Church dell'Università di Oxford, dove, negli anni 1910-1913, studiò i "Greats" (i grandi), come a Oxford, era chiamato il corso di studio dei classici greci e latini. 
Dopo un anno di insegnamento del latino nella Hotchkiss School, Ransom passò al dipartimento di inglese della Vanderbilt University nel 1914. Durante la prima guerra mondiale, prestò servizio come ufficiale di artiglieria in Francia. Dopo la guerra, tornò alla Vanderbilt. Sposò Robb Reavill nel 1920 ed ebbero tre figli.

Nel 1931 ricevette il Guggenheim Fellowship per la poesia.

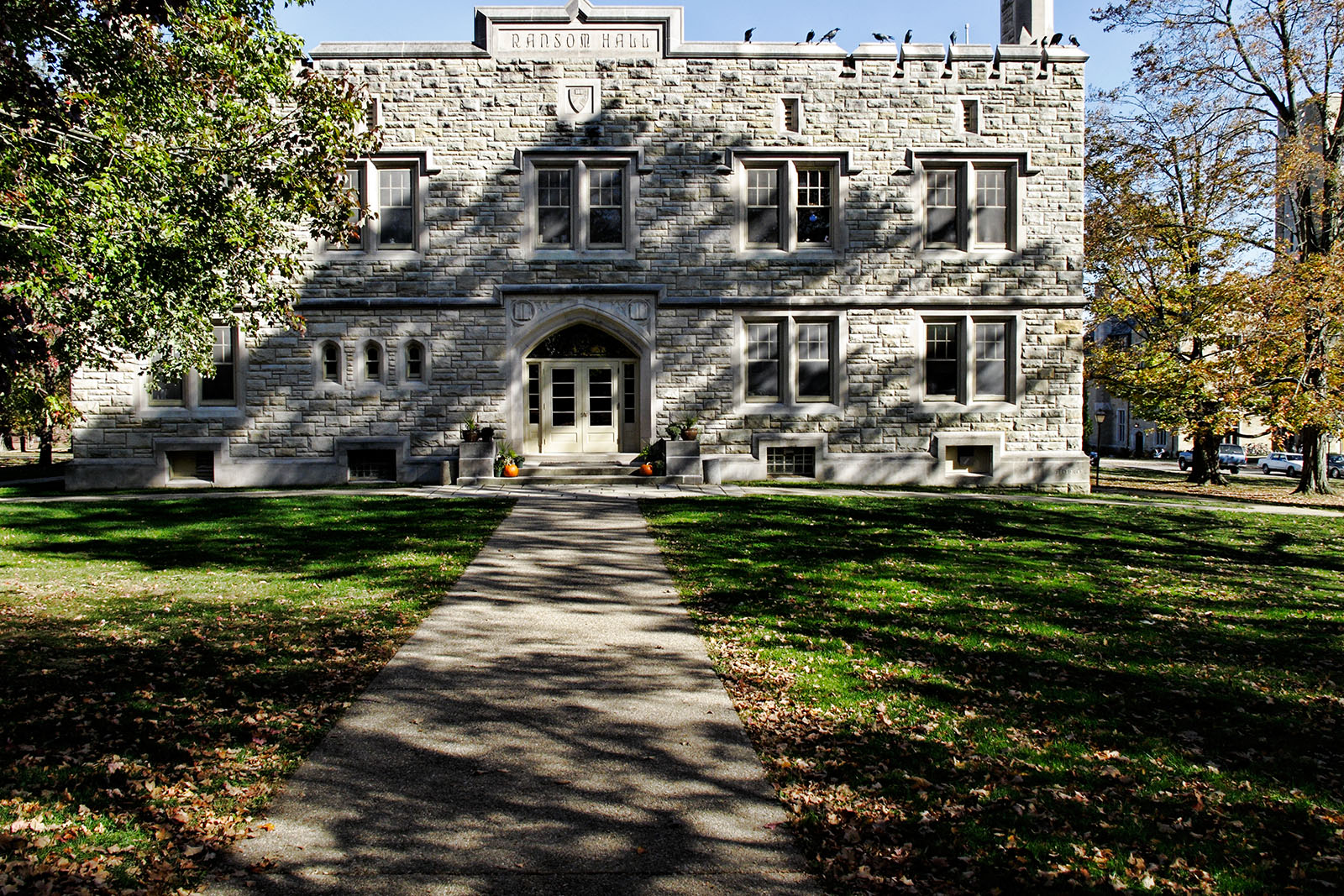
The Ransom Hall al Kenyon College

Nel 1937, Ransom insegnò al Kenyon College in Ohio. Fu il fondatore e direttore della Kenyon Review a cui collaborò come redattore fino al suo pensionamento nel 1959. 
Ransom ha pochi eguali tra i docenti universitari americani di discipline umanistiche del XX secolo, tra i suoi allievi figurano Donald Davidson, Randall Jarrell, Robert Lowell, David McDowell, Andrew Lytle, Allen Tate, Peter Taylor, Robie Macauley, Robert Penn Warren, E. L. Doctorow, Cleanth Brooks e Richard M. Weaver.

Nel 1966 fu eletto membro dell'American Academy of Arts and Letters.

Le sue ceneri furono sepolte dietro la biblioteca Chalmers al Kenyon College.

## Opere
- God without thunder, an unorthodox defense of orthodoxy, Harcourt, Brace and Company, New York (1930)
- The world’s body, New York; London, C. Scribnerʼs sons (1938)
- A college primer of writing, New York, H. Holt and c. (1943)
- The new criticism, New York, New Directions (1941)
- Selected poems, New York, A. A. Knopf (1945); Le donne e i cavalieri, scelta, traduzione e introduzione di Giovanni Giudici, Coll. Lo specchio, Milano, A. Mondadori (1971)
- The Kenyon critics: studies in modern literature from the Kenyon Review, Cleveland; New York, The world publishing company (1951)
- Beating the bushes : selected essays, 1941-1970, New York, New Directions (1972)
- A symposium on formalist criticism, trad. di Valerio Fantinel, Bari, De Donato (1969)

## Il poeta
Alla Vanderbilt, Ransom era uno dei membri fondatori del movimento letterario chiamato I Fuggiaschi, che comprendeva Merrill Moore, Allen Tate e Robert Penn Warren. Sotto la loro influenza, Ransom, il cui primo interesse era stata la filosofia, in particolare John Dewey e il pragmatismo americano, iniziò a scrivere poesia. Il suo primo volume di poesie, Poems about God (1919), fu elogiato da Robert Frost e Robert Graves. Ransom in seguito rifiutò di ripubblicare queste poesie, ritenendole non rappresentative del suo lavoro. 
La sua fama letteraria è basata principalmente su due raccolte di poesie, Chills and Fever (1924) e Two Gentlemen in Bonds (1927). Ritenendo di non avere nuovi temi su cui scrivere, la sua successiva attività poetica consistette quasi interamente di revisione (che chiamava "tinkering", ritocchi, manutenzione) delle sue precedenti poesie. Quindi la fama di Ransom come poeta si basa su meno di 160 poesie che scrisse e pubblicò tra il 1916 e il 1927. Nonostante la brevità della sua carriera poetica e l'esiguità della sua produzione, vinse il Premio Bollingen per la poesia nel  1950. Selected Poems del 1963 vinse il National Book Award l'anno successivo.
Ransom scrisse soprattutto poesie brevi, esaminando la natura ironica e prosaica della vita, dove il tema dominante è la vita domestica. Probabilmente il più grande autore di Nashville, era anche un poeta rurale e sudista. Un esempio del suo stile del sud è la sua poesia Waking Janet, che "... mescola modernismo con la retorica di paese vecchio stile" (Tillinghast, 1997).
Per evidenziare l'incongruenza tra il ritmo costante delle parole e i momenti instabili che compongono l'esistenza umana, Ransom spesso impiegava una metrica regolare di tipo un tempo comune nella tradizione della lingua inglese, e che egli adattava secondo le necessità delle sue poesie. Per esempio, nel suo poema Blue Girls, il verso si interrompe per creare pause e aggiungere enfasi. Occasionalmente impiegava anche espressioni arcaiche.
Tillinghast (1997) definì Ransom un "grande poeta minore". Da un grande poeta ci si poteva aspettare un lavoro su grandi opere che ricordassero al pubblico la sua grandezza attraverso sestine, opere epiche o scoperte filosofiche, mentre da un poeta minore non si hanno tali aspettative ed è libero di esplorare più semplici argomenti solamente perché lo interessano. Ransom stesso riconosceva che le sue poesie erano minori, e però approfondì sempre più i temi domestici e della vita del sud. Essere un poeta minore gli permise anche di fare uso ironico di un modo di esprimersi semplice, giocando su connotazioni intellettuali delle parole.

## Critica
Si può ritenere che Ransom fondò la scuola di critica letteraria conosciuta come New Criticism, che prese nome dalla sua raccolta di saggi The New Criticism del 1941. Questa scuola, che dominò il pensiero letterario americano verso la metà del ventesimo secolo, sottolineava una lettura attenta ("close reading"), e critica sulla base dei testi stessi, piuttosto che su informazioni esterne. Ransom aveva sostenuto una più "precisa e sistematica" analisi dei testi in un saggio del 1937, "Critica, Inc." 
Egli di poi fu critico rispetto ad alcuni aspetti del movimento, così come il poeta Thomas Stearns Eliot, che divenne un favorito di altri New Critics. Ransom rimase un attivo saggista fino alla fine dei suoi giorni. Una raccolta di suoi primi studi, presentati sulla Kenyon Review, è stata ripubblicata nel 1972. Ransom divenne Senior Fellow di inglese alla Kenyon School e successivamente Senior Fellow alla School of Letters dell'Indiana University.

## Teorico del Ruralismo
Nel 1930, Ransom insieme con altri undici Southern Agrarians pubblicò il manifesto ruralista I'll Take My Stand: The South and the Agrarian Tradition, in cui si lamentava l'ondata di modernità che sembrava spazzare via le tradizionali culture del sud e della cultura americana. Ransom dapprima difese l'affermazione del manifesto che l'industrializzazione della società moderna era una forza disumanizzante in vari saggi, influenzato dal suo credo ruralista. Nel 1936, tuttavia, egli espresse alcuni dubbi su questa sua posizione. Nel 1945 vi rinunciò pubblicamente. 
Nel 1937, Ransom si trasferì da una università del sud molto ospitale con le tradizioni del Sud, nelle lettere e nella filosofia sociale, ad un liberal arts college del nord (il Kenyon College) che, sebbene profondamente rurale, era meno aperto a quelle tradizioni. L'abbandono del ruralismo da parte di Ransom fu preannunciato da uno dei suoi saggi più famosi, God Without Thunder: An Unorthodox Defense of Orthodoxy (1930). Era una difesa filosoficamente documentata del severo, "imperscrutabile" Dio del Vecchio Testamento, in contrasto con il permissivo Gesù dei Vangeli, qui identificato con la scienza moderna. Le affermazioni del "tradizionalista" Ransom in questo saggio sono messe in ombra dalla sua critica e il rifiuto delle offerte religiose (americane) del suo tempo.